# Google Podcasts
Google Podcasts è stata un'applicazione podcast sviluppata da Google e rilasciata il 18 giugno 2018 per dispositivi Android.
A settembre 2018, è stato aggiunto il supporto a Google Cast su Google Podcasts.
Nella conferenza Google I/O 2019, Google ha annunciato il sito web di Google Podcasts per iOS, Android e Windows.
La versione iOS è stata lanciata a marzo 2020.
A novembre 2019, l'app ha ricevuto una riprogettazione utilizzando Google Material Theme.
Il 12 maggio 2020, Google ha annunciato che gli utenti possono trasferire i propri abbonamenti ai podcast e la cronologia da Google Play Music a Google Podcast.
Il 26 settembre 2023, tramite il blog di Youtube, Google ha annunciato che Google Podcast verrà dismesso nel corso del 2024 .
La dismissione ha avuto inizio negli Stati Uniti. Il termine per gli Usa delle trasmissioni è stato il 31 marzo, con la chiusura definitiva del servizio il 2 aprile, anche in Italia
L'applicazione, sempre prodotta dalla Google, che la sostituirà sarà YouTube Music